# قارب

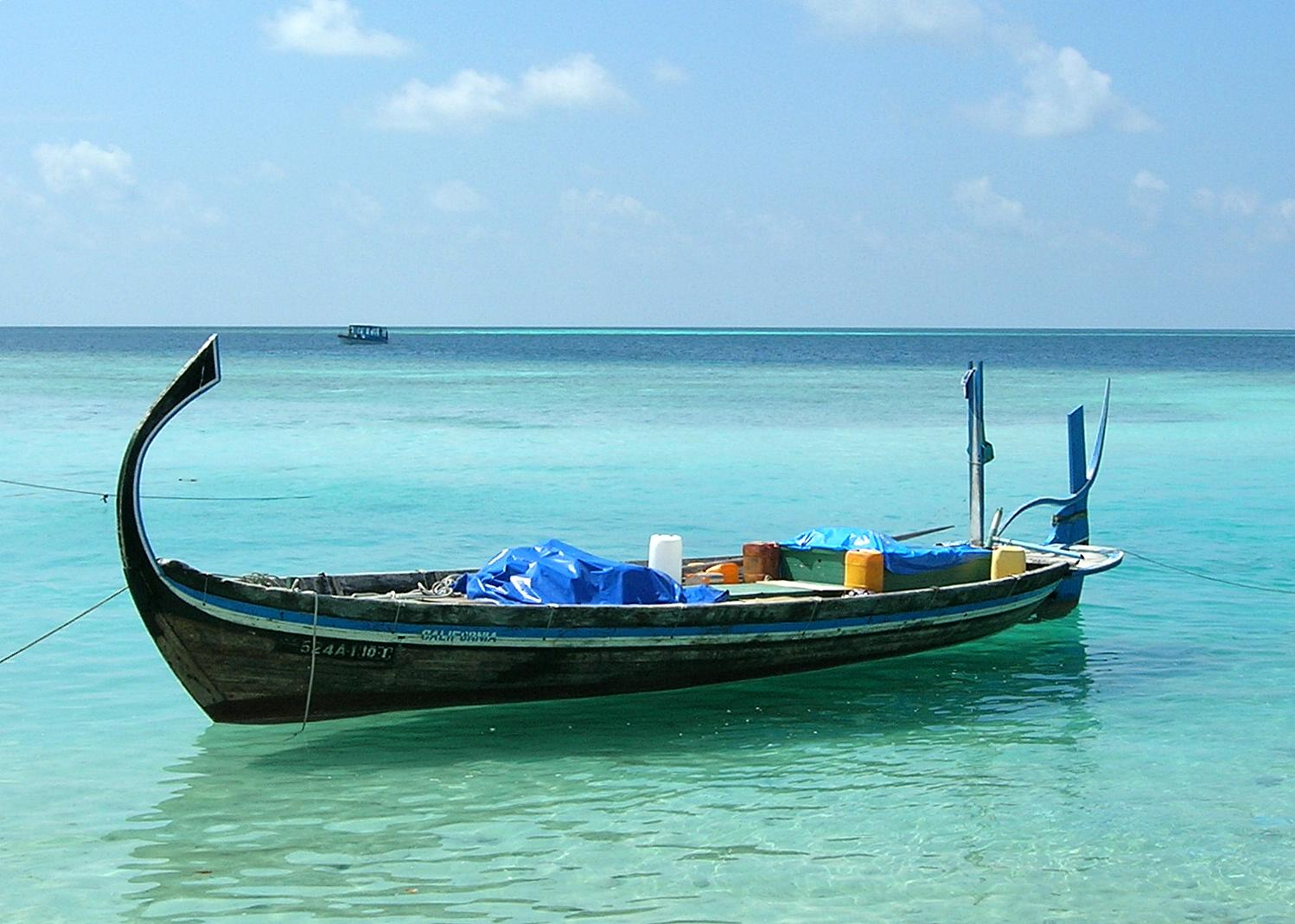
قارب

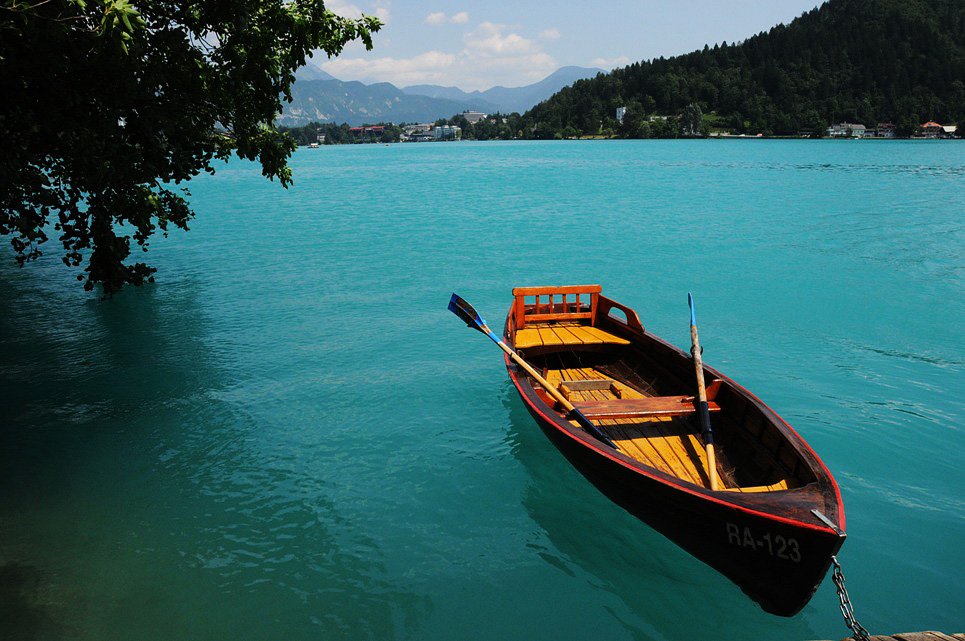
قارب تجديف

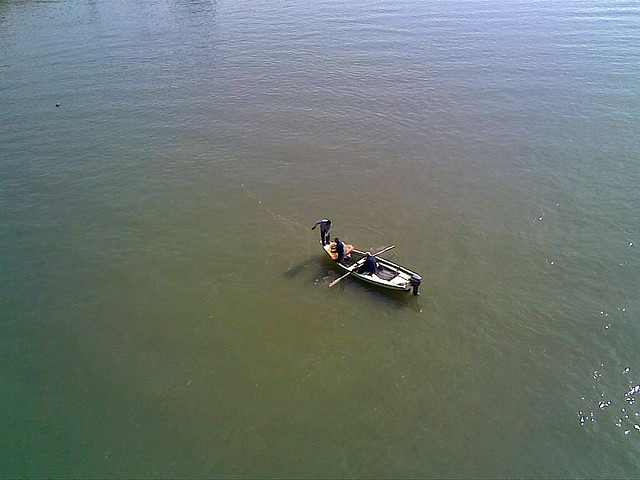
قارب صيد في نهر دجلة

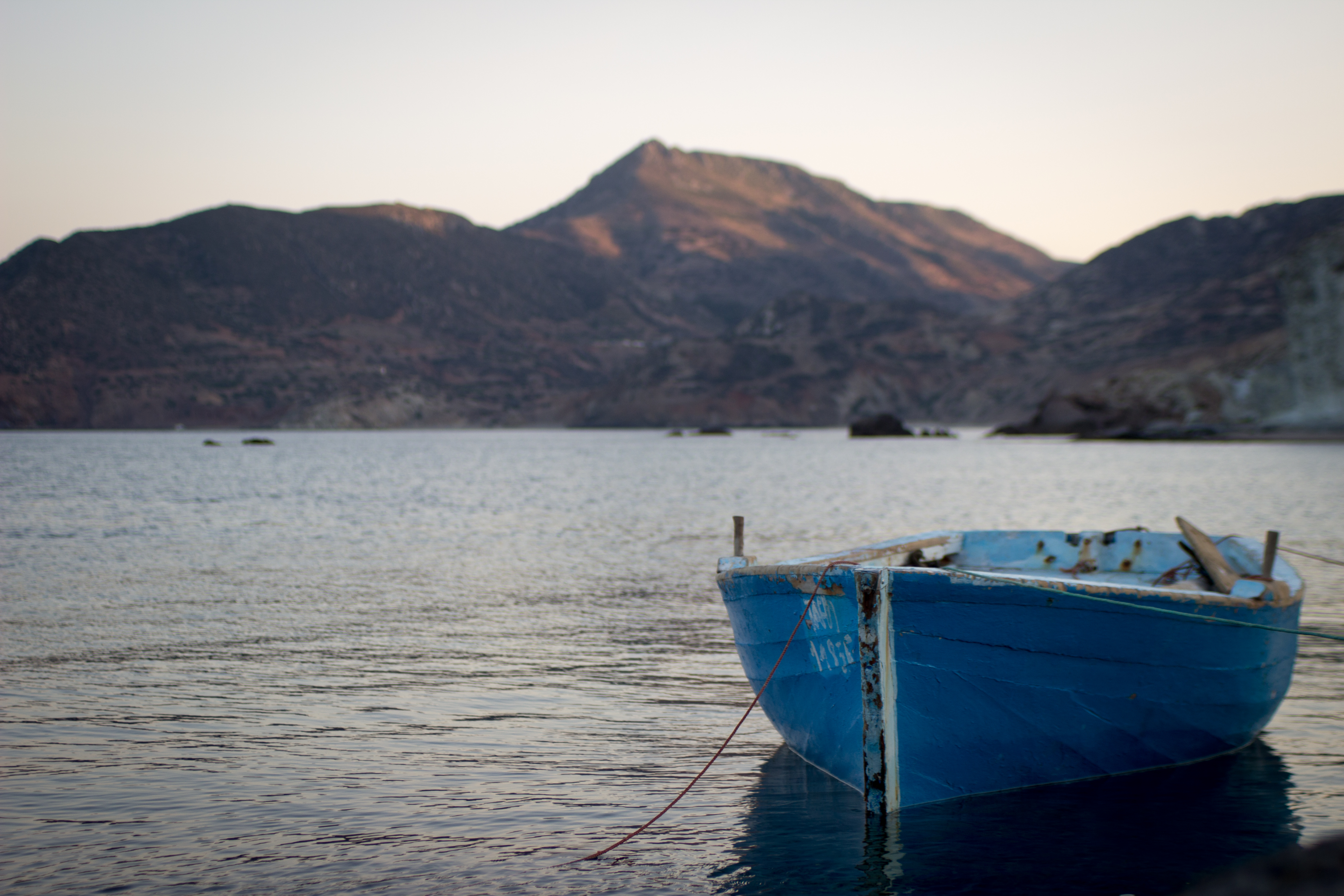
قارب صيد خشبي يرسو على شاطيء قرية جنوب متوسطية بشمال المغرب

القَارِبُ أو الزَوْرَقُ مركبة تستخدم في التنقل خلال الأنهار والبحيرات والبحار وهو أصغر المركبات البحرية من حيث الوزن والحجم، فهو أصغر حجماً من السفن. والتسمية العربية مشتقة من القِرْبة، وهي جلد ماعز أو عجل مخيط كتيم، تترك فيه فتحة موضع العنق تُملأ هواء فينتفخ ثم يربط جيداً ويستخدم للعوم والسباحة. ويطلق على القارب في بعض البلاد اسم الفلوكة والركوة، تصغيراً من كلمة الفلك، والقارب المزود بمحرك منها يسمى الزورق.
رافق ظهور القوارب تعلم الإنسان السباحة، واستوحاها من جذوع الأشجار الطافية على الماء. فكان أول القوارب تجويفَ هذا الجذع وإعطاءه الشكل الانسيابي ليصبح أكثر أماناً وأسهل حركة، وتستخدم قطعة خشب مسطحة للتجديف بدل اليد، ثم تطورت إلى شكل المجداف المعروف، ومع تطور صنع القوارب بحسب الضرورة والحاجة صار شكله على النحو المألوف عامة.
وارتقى إلى صنف السفن الصغيرة، وزود بمحرك يتناسب مع حجمه فسمي زورقاً. وامتازت الزوارق من السفن بصغر حجمها الذي يراوح بين بضعة أمتار وعشرات الأمتار طولاً، وعشرات الكيلوغرامات إلى المئة طن وزناً. يتكون طاقم القارب أو الزورق من شخص واحد إلى أشخاص عدة. وقد تصل سرعة الزورق إلى 40 عقدة، والفرق بين الزوارق الحديثة والسفن الصغيرة غير واضح المعالم؛ فالزورق الحديث ليس إلا سفينة صغيرة بكل معنى الكلمة وزناً وحجماً، مع وجود الأجهزة المتطورة الحديثة كافة فيه. والسفن عادة ما تحمل على متنها بعض القوارب حيث تستخدم كقوارب للنجاة.
القوارب والزوارق ضرورية ولايمكن الاستغناء عنها في جميع المجالات، ولأهمية الوزن والحجم في البحر يركز العلم الحديث والتقانة المتطورة على تخفيض وزن الأجهزة وحجومها إلى أقل قدر ممكن، وصار في الإمكان تجهيز الزوارق على صغر حجمها النسبي بوسائط بالغة الدقة والفعالية؛ من أجهزة دفع وحركة واتصال سطحي وجوي وتحت الماء والاتصال مع الأقمار الصناعية ووسائط الكشف والإنذار الراداري والملاحي، ومختلف وسائط الإشارة والتعارف والتخاطب. إلى جانب التجهيزات الخاصة الضرورية لقيام الزورق بمهامه وأجهزة التحكم الإلكتروني والتأمين والمساعدة والإنقاذ والراحة والمتعة.

## تصنيفات القوارب

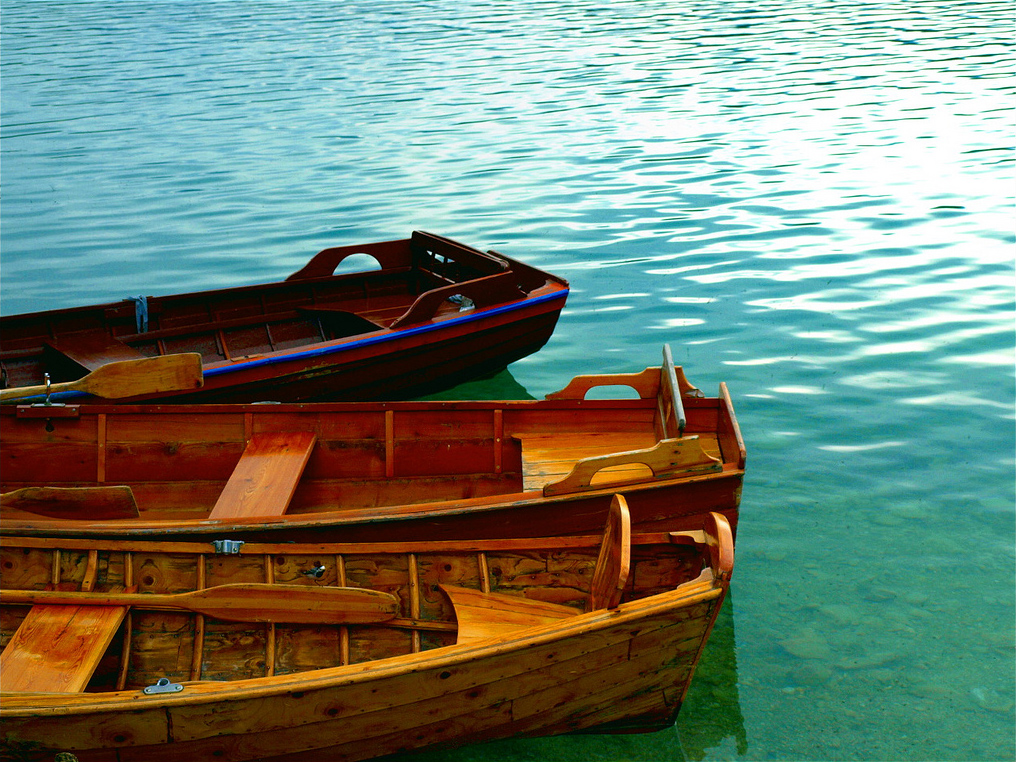
قوارب خشبية

### حسب مادة الصنع
تصنع القوارب من مواد مختلفة كالخشب، خاصة الخشب غير القابل لامتصاص الماء، ويدهن بالقار والحمر أو أي مواد تمنع نفوذ الماء وتحميه، كذلك تصنع القوارب من المعادن مثل الحديد والألمنيوم وبعض الخلائط المعدنية، وهناك أيضاً القوارب المطاطية واللدائنية والمصنوعة من الألياف الزجاجية وهكذا.

### حسب قوى الدفع
وتوجد عدة أنواع من القوارب حسب قوى الدفع:
- قوارب صغيرة يسيرها الراكب بواسطة المجداف وعادة ما تكون موجودة في الأنهار والبحيرات الصغيرة وتستعمل في المسافات القصيرة. وقد احتفظ المجداف بمكانته في جميع القوارب والزوارق لضرورته في بعض الحالات، على الرغم من استعمال الجر البري والدفع بالمُردي، وهي عصا طويلة تبلغ القاع يدفع بها القارب، وتستعمل في الأنهار، كما تستعمل في القوارب المعروفة باسم الجندول في مدينة البندقية.
- قوارب شراعية: وهي التي تسير بواسطة الشراع وتعتمد على قوة دفع الرياح. ولقد تعددت إستخدامات الشراع وتفنن به الأقدمون حتى في السفن الكبيرة، ومازال يستخدم في سفن التدريب وفي زوارق الشراع الرياضية وزوارق الصيد الشراعية، وقد يستخدم أحياناً مشتركاً مع المحركات.
- قوارب تسير بواسطة محركات بحريه متفاوتة القوة على حسب حجم القارب. وبعد استخدام المحركات الانفجارية في القوارب ظهرت القوارب السريعة، وابتكرت لها محركات دافعة صغيرة ومنقولة تركب وتنزع من القوارب تعتمد على مروحة من المعدن كمعدن الحديد أو الالمونيوم في دفع القارب عن طريق دفع الماء، كما ظهرت القوارب المجنحة المزودة بأجنحة تحت الماء ترفع الزورق عند زيادة سرعته فيرتفع جسمه ويبقى استناده على الأجنحة ويخفف الاحتكاك مما يساعد على حركة الزورق وتخفيف الضغط على المحرك، كذلك استخدمت المراوح الهوائية في دفع أنواع من الزوارق، وهناك أيضاً الطوافات التي تسير على مخدات هوائية، وتستطيع الطواف فوق الماء وعلى الساحل المستوي أما الزوارق النفاثة فتعتمد على نفث الغازات المحترقة في حركتها.

### حسب العمل والوظيفة
- قوارب الخدمة: تستخدم قوارب وزوارق الخدمة للعمل بين السفن والشاطئ في الموانئ والمراسي. ومنها قوارب التنقل الشخصي وزوارق الإرشاد وزوارق نقل الماء والمؤن والمراقبة والأمن والتفتيش والإنقاذ والنجدة والإطفاء والإسعاف والقطر لجر السفن ودفعها ومراصفتها وإخراجها من الموانئ والمراسي.
- قوارب النجاة: تتوافر على السفن كافة لاستخدامها عند الطوارئ. ووجود قوارب النجاة شرط أساسي من شروط تجهيز السفن مهما كان نوعها؛ تطبيقاً لقواعد السلامة والأمن في البحار. وتحدد مواصفات قوارب النجاة من حيث الطول والاتساع حسب نوع السفن التي تحملها، ومنها ما هو بمجاديف أو من ذوات الشراع أو مطاطية قابلة للنفخ، وفي السفن الكبيرة تكون عملية إنزال قارب النجاة معقدة لارتفاع سطحها عن سطح الماء وضرورة تدريب الطواقم عليها، وتزداد الصعوبة في سفن الركاب؛ لضرورة تناسب عدد هذه القوارب مع عدد الركاب وإيجاد الحيز المناسب لها وحساب وزنها وتوزعها. وقد ازداد التدقيق على قوارب النجاة وقوة طفوها في النصف الثاني من القرن العشرين، ووضعت القوانين المشددة لها خاصة بعد غرق السفينة تيتانيك (نيسان/أبريل عام 1912)، إذ لم تتسع جميع قواربها بكامل طاقتها لركاب السفينة مما تسبب في غرق 1531 راكباً لم يتوافر لهم قوارب أو عوامات نجاة أو أي وسائل إنقاذ. تحمل السفينة في الوقت الحاضر من وسائط النجاة ما يفوق حاجتها بنحو 25٪ حسب شهادة التسجيل، ولها تجهيزات إنزال كاملة مثل البتافورات والروافع، وفيها قوارب مطاطية تقذف إلى الماء آلياً وتنتفخ ذاتياً، وهي مزودة بمستلزمات المعيشة والصحة والملاحة الضرورية في حالات الطوارئ، ويضاف إلى ما ذكر عوامات النجاة المطاطية الثابتة التي تحمي الركاب من العوامل الطبيعية ريثما تصل النجدة.
- قوارب وزوارق الصيد: هي سفن صغيرة متنوعة جداً من ذوات المجاديف إلى ذوات الشراع إلى المزودة بالمحركات، ووسائل الصيد فيها متعددة أيضاً؛ تبدأ من الشص المجرور في الماء خلف القارب إلى الشصوص المتعددة المربوطة والمدلاة بالتتالي بين عوامتين، إلى الشصوص التي تلقى إلى القاع وتزرعها القوارب في مواضعها ثم تعود إلى التقاطها. وهناك أيضاً وسائل الصيد بالشباك؛ وهي أنواع كثيرة من شباك الطرح وشباك الجر وشباك اللقط والشباك العائمة.
- قوارب وزوارق النزهة: منها قوارب الجندول في البندقية وقوارب التجديف والنزهة وزوارق السياح في الممرات المائية وبين الجزر الصغيرة، وصولاً إلى اليخوت الفارهة للمقتدرين.
- القوارب الرياضية: وهي التي تدفع بحركة خاصة؛ بالأقدام أو بالتجديف في المسابقات الرياضية، وقوارب الأنهار السريعة الجريان والمنحدرات المائية وزوارق جر المتزلجين على الماء.
- القوارب والزوارق الحربية: وهي كثيرة التنوع وتشمل أغلب ما ذكر وبتخصصات متعددة منها القوارب الفردية والجماعية وزوارق خفر السواحل والزوارق العنفية والنفاثة والصاروخية والانتحارية وزوارق المدفعية ومكافحة الغواصات وزرع الألغام الشاطئية وكسحها وزوارق الإنزال ورجال الضفادع البشرية والتأمين الملاحي.